# Хотмижськ (селище)
Хотмижськ (рос. Хотмыжск) — пристанційне селище Головчинського сільського поселення Грайворонського району Бєлгородської області Росії. Розташоване на залізничній лінії Готня − Харків біля станції Хотмижськ
Населення — 1000 осіб (2006).
Статус селища — з 1941 року.

## Історія
У 1941 році увійшло до складу Грайворонського району Курської області (з 1954 року — Бєлгородської області).
З 1976 до 1991 року селище входило до складу Борисовського району Бєлгородської області.
Після розпаду СРСР знову увійшло до складу Грайворонського району.

## Економіка
- У селі розташований асфальтовий завод.